# Dirk Kuyt
Dirk Kuijt (eller alternativt Dirk Kuyt) (født 22. juli 1980) er en hollandsk tidligere professionel fodboldspiller, der senest spillede som angriber hos Feyenoord. Han har tidligere spillet for Hollands landshold.
Før Kuijt kom til England, havde han ophold i FC Utrecht og Feyenoord. I Æresdivisionen var han gennem flere sæsoner blandt de mest scorende spillere, og i 2004-05 blev han ligatopscorer med 29 mål. I sin første sæson i Liverpool fik Kuijt en central rolle i Champions League, da han scorede det afgørende mål i semifinalen mod Chelsea F.C. I den efterfølgende finale mod AC Milan, som dog blev tabt, reducerede han til 1-2.
I starten af juni 2012 underskrev han en 3-årig aftale med den tyrkiske klub Fenerbahçe SK, efter at tyrkerne og Liverpool FC var blevet enige om et salg af spilleren.
Kuijt var en del af den hollandske landsholdstrup ved VM i 2006, EM i 2008, VM i 2010 og VM i 2014.